# Daytona Beach
Daytona Beach je pobřežní město na Floridě ve Spojených státech amerických, ležící v okresu Volusia County. Leží přibližně 82 kilometrů severovýchodně od Orlanda a 138 kilometrů jihovýchodně od Jacksonvillu. 
Roku 2010 zde žilo 61 005 obyvatel, což oproti sčítání o deset let dříve, kdy zde žilo 64 112 lidí, znamenalo pokles o 4,8 %. V roce 2019 zde žilo 69 186 lidí. 
Oblast dnešního města dříve obýval indiánský kmen Timuků. Město Daytona Beach vzniklo roku 1870.
Od počátku dvacátého století přitahovala automobilové závodníky zdejší rovná pláž s pevným pískem, která umožňovala překračovat rychlostní rekordy. V roce 1959 byl vybudován závodní okruh Daytona International Speedway, na kterém se konají závody 500 mil v Daytoně a 24 hodin v Daytoně. Nachází se zde také ředitelství organizace NASCAR.